# Ukraińska Wiosna (festiwal)
Ukraińska Wiosna – międzynarodowy festiwal kultury ukraińskiej odbywający się w Poznaniu i innych miastach Wielkopolski (m.in. Lesznie, Swarzędzu, czy Gnieźnie) od 2008.
Impreza w pierwszych latach była przede wszystkim prezentacją form kulturalnych. Z czasem stała się także przestrzenią dla spotkania miejscowych środowisk twórczych z ukraińskimi partnerami. Jest jedną z największych imprez poświęconych kulturze ukraińskiej w Europie Centralnej. W festiwalu udział biorą postaci ze świata kultury, sztuki, polityki i sportu z Ukrainy, a wydarzenia festiwalowe adresowane są w głównej mierze do Polaków. Celem festiwalu jest przybliżenie mieszkańcom Wielkopolski ukraińskiej kultury oraz tradycji.
Stowarzyszenie Społeczno-Kulturalne Polska-Ukraina w Poznaniu organizujące festiwal, przyznaje Nagrodę im. Łukasza Horowskiego, pierwszego konsula honorowego Ukrainy w Poznaniu, za „wielkopolski styl budowania partnerstwa Polski i Ukrainy”. Jej laureatami w ostatnich latach zostali Marek Woźniak (2018) oraz Andrzej Szczytko (2019).